# Lakhdar
Der 126 km lange Oued Lakhdar ist ein Nebenfluss des Oued Tassaout auf der Nordseite des Hohen Atlas in den Provinzen Azilal (Region Béni Mellal-Khénifra) und El Kelaâ des Sraghna (Region Marrakesch-Safi) im Süden Marokkos.

## Verlauf
Der Oued Lakhdar entspringt südöstlich der Ortschaft Ait M’hamed ca. 25 km südöstlich von Azilal und verläuft zunächst in westlicher Richtung und speist den Stausee Hassan I.; nach dem Passieren der Grenze zur Region Marrakesch-Safi wendet er sich nach Nordwesten und mündet kurz darauf in den Oued Tassaout.

## Wirtschaft
Der Oued Lakhdar dient hauptsächlich der Bewässerung der landwirtschaftlich genutzten Flächen entlang seiner Uferzonen.

## Orte
An der Ufern des Flusses gibt es nur kleinere Ortschaften.

## Einzelnachweise

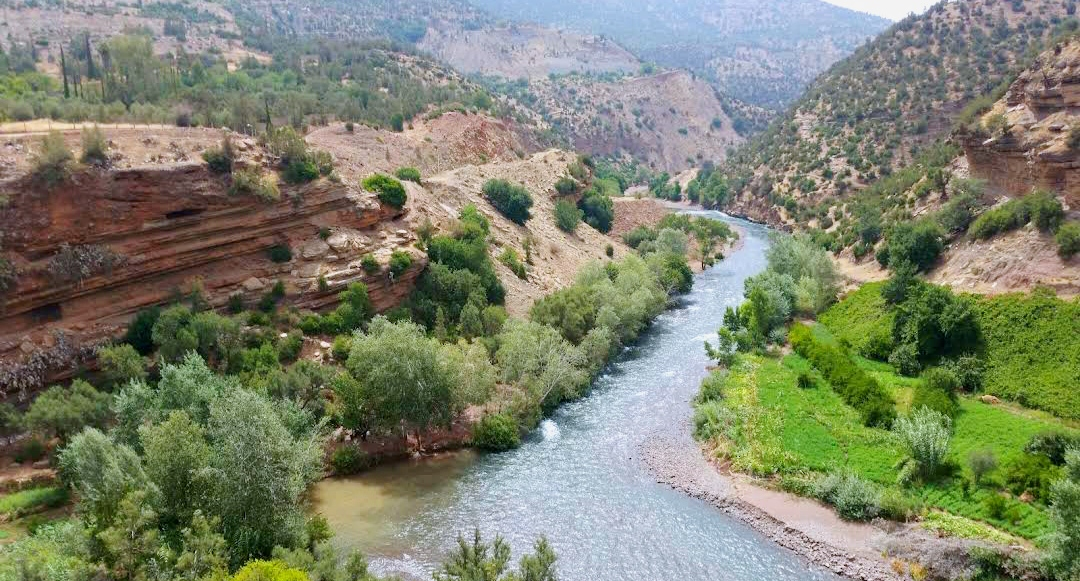
Oued Lakhdar